# Security Administrator Tool for Analyzing Networks
S.A.T.A.N. (Security Administrator Tool for Analyzing Networks) es una herramienta de testeo que recolecta una variedad de información acerca de hosts de red y fue considerada una de las mejores en su momento. De hecho, fue el primer scanner amigable con el usuario: posee una interface HTML completa con formularios para ingresar objetivos, tablas para mostrar resultados y tutoriales que aparecen cuando se ha encontrado un agujero de seguridad.
SATAN fue diseñado para ayudar a los administradores de sistemas a automatizar el proceso de testeo de sus sistemas frente a vulnerabilidades conocidas que pueden ser explotadas por la red.
SATAN está escrito mayoritariamente en Perl y utiliza un navegador Web como Netscape, Mosaic o Lynx para proveer la interfaz de usuario. Además de presentar vulnerabilidades SATAN también recolecta grandes cantidades de información general sobre la red: que hosts están conectados a subredes, que tipos de máquinas son y que servicios proveen.
SATAN fue desarrollado entre 1993 y 1995 por Dan Farmer y Wietse Venema,  puesto a disposición pública el 5 de abril de 1995  y posteriormente discontinuado. Para aquellos ofendidos por el nombre, el paquete contiene un programa llamado repent, que cambia todo lo llamado SATAN a SANTA.